# Чайковський (фільм)
«Чайковський» — радянський двосерійний художній фільм, поставлений на кіностудії «Мосфільм» в 1969 році режисером Ігорем Таланкіним про російського композитора Петра Чайковського. Прем'єра фільму відбулася 31 серпня 1970 року.

## Сюжет
Біографічний фільм, що розповідає про життя композитора Петра Ілліча Чайковського з раннього дитинства. В основі сюжетної лінії — листування Чайковського з Надією фон Мекк. У фільмі відображена історія створення шедеврів Чайковського: Першого концерту, балету «Лускунчик», опер «Євгеній Онєгін» і «Пікова дама».

## У ролях
- Інокентій Смоктуновський —  Петро Ілліч Чайковський
- Антоніна Шуранова — Надія фон Мекк
- Євген Леонов — Альоша
- Майя Плісецька —  Дезіре Арто (романс виконала Галина Олійниченко)
- Владислав Стржельчик —  Микола Григорович Рубінштейн
- Алла Демидова —  Юлія фон Мекк
- Кирило Лавров —  Владислав Альбертович Пахульський
- Євген Євстигнєєв —  Герман Августович Ларош
- Лілія Юдіна —  дружина Чайковського, Антоніна Мілюкова
- Бруно Фрейндліх —  Іван Сергійович Тургенєв
- Геральд Воронков —  Петя Чайковський
- Луїза Кошукова —  мати Чайковського
- Аркадій Трусов —  Агафон
- Микола Афанасьєв —  гість на прийомі
- Ніна Агапова —  гостя на прийомі
- Лілія Євстигнєєва —  гостя на прийомі
- Олександр Смирнов —  Микола Дмитрович Кашкін
- Микола Трофімов —  поліцмейстер
- Марія Виноградова — жінка, що викликала поліцію
- Алефтіна Євдокимова —  співачка
- Ервін Кнаусмюллер —  керуючий графині фон Мекк
- Аріадна Ардашнікова — епізод
- Н. Гришина — епізод
- Наталія Клімова — епізод
- Тетяна Струкова —  графиня в епізоді з «Піковою дамою»
- В. Мурашко — епізод
- Олександр Фадєєв — епізод
- Віра Бурлакова —  дама
- Лоуренс Гарві - оповідач
- Леонід Відавський —  професор Гумбольт
- Володимир Маслацов —  бродяга
- А. Петров —  офіціант
- Павло Романов — лікар Сергій Петрович Боткін
- Станіслав Хитров — чоловік в трактирі
- Юлія Цоглин — учениця Рубінштейна
- Лідія Корольова — епізод
- Олександр Барушной — епізод

## Знімальна група
- Режисер-постановник — Ігор Таланкін
- Сценарій — Будимира Метальникова, Юрія Нагибін, Ігоря Таланкін
- Музичне оформлення, композитор і диригент — Дмитро Тьомкін
- Головний оператор — Маргарита Піліхіна
- Художники-постановники — Олександр Борисов, Юрій Кладієнко
- Звукооператори — Юрій Рабинович, В. Шмелькін, Веніамін Кіршенбаум
- Художник по костюмах — Людмила Кусакова
- Грим — Н. Тихомирова
- Режисери — Михайло Туманішвілі, Л. Садикова
- Оператор — Борис Сутоцький
- Монтаж — Зінаїда Верьовкіна
- Редактор — Л. Нехорошев
- Балетмейстери — Лілія Таланкіна, Олександр Плісецький
- Комбіновані зйомки:
  - Оператор — Ванда Рилач
  - Художник — Юрій Кладієнко
- Майстер по світлу — А. Жаворонков
- Фотограф — Віктор Мурашко
- Асистенти:
  - режисера — О. Алексєєва, В. Дробишев, А. Сікамова
  - оператора — Л. Хромченко
  - художника — Є. Іванов
  - художника по костюмах — Г. Кузнецова
- Директор картини — Віктор Цируль